# Rauchbauer-erdő
Das Fauna-Flora-Habitat-Gebiet Rauchbauer-erdő (deutsch: „Rauchbauer-Wald“) liegt im Osten des Stadtgebiets von Debrecen in Ungarn. Das 206 ha große Schutzgebiet umfasst einen Waldbestand mit Vorkommen des Heldbocks und der Nacktstängeligen Schwertlilie.
Rauchbauer-erdő wurde 2004 gemeldet und 2010 als Spezielles Erhaltungsgebiet (Special Area of Conservation, SAC) ausgewiesen. Es ist Teil des Landschaftsschutzgebiets Hajdúság.

## Schutzzweck
Folgende Lebensraumtypen nach Anhang I der FFH-Richtlinie kommen im Gebiet vor (Prioritäre Lebensraumtypen sind mit * gekennzeichnet):
| EU Code | * | Lebensraumtyp (offizielle Bezeichnung) | Fläche [ha] |
| ------- | - | -------------------------------------- | ----------- |
| 91I0    | * | Euro-Sibirische Eichen-Steppenwälder   | 19          |

### Arteninventar
Folgende Arten von gemeinschaftlichem Interesse sind für das Gebiet gemeldet (Prioritäre Arten sind mit * gekennzeichnet):
| EU Code | * | Art                          | wissenschaftlicher Name       | Artengruppe |
| ------- | - | ---------------------------- | ----------------------------- | ----------- |
| 1088    |   | Heldbock                     | Cerambyx cerdo                | Käfer       |
| 1083    |   | Hirschkäfer                  | Lucanus cervus                | Käfer       |
| 4026    |   | Nacktstängelige Schwertlilie | Iris aphylla subsp. hungarica | Pflanzen    |